# Klęśnik metaliczny
Artykuł ten został zgłoszony do umieszczenia na stronie głównej w rubryce „Czy wiesz”.
Pomóż nam go sprawdzić: oceń zgłoszoną nominację.
Klęśnik metaliczny (Prostemma aeneicolle) – gatunek pluskwiaka z podrzędu różnoskrzydłych, rodziny zażartkowatych i podrodziny Prostemmatinae. Zamieszkuje Europę i zachodnią część Azji.

## Taksonomia
Gatunek ten opisany został po raz pierwszy w 1857 roku przez Johanna P.E.F. Steina na łamach „Berliner Entomologische Zeitschrift”. Jako lokalizację typową wskazano Mehadię w Rumunii.

## Morfologia
Pluskwiak o owalnym w zarysie ciele długości od 9 do 10 mm. Oskórek jest mocno połyskujący i zaopatrzony w odstające włoski. Barwa głowy, przedplecza, tarczki i odwłoka jest czarna z metalicznym połyskiem niebieskim lub zielonym.
Oczy są niezbyt wyłupiaste, ale duże. Brunatne czułki zbudowane są z czterech członów, z których drugi i trzeci mają jednakową długość. Stosunkowo krótką i grubą, stożkowatą kłujkę również budują cztery człony.
Przedplecze jest dłuższe niż szersze, trapezowate w obrysie, trochę sklepione, opatrzone za środkiem długości płytką bruzdką poprzeczną. Półpokrywy zakrywają przednią ⅓ odwłoka. Ubarwienie mają szkarłatnoczerwone z czarnymi zakrywkami i czarną, okrągłą plamką na styku międzykrywek. Krawędzie zewnętrzne są u nich lekko zaokrąglone, a tylne poprzecznie lub trochę ukośnie ścięte. Przednia para odnóży jest chwytna, o krótkich i grubych udach z dwoma szeregami zębów na spodzie. Barwa przedniego uda jest czerwona, przedniej goleni czerwonożółta do żółtobrunatnej, a przedniej stopy żółtobrunatna. Pozostałe pary odnóży mają uda czerwone z zaczernionymi częściami wierzchołkowymi, golenie czerwonożółte ze stopniowo zaciemnionymi wierzchołkami, a stopy żółtobrunatne.

## Biologia i ekologia
Owad ciepłolubny. Preferuje suche i nagrzane przez słońce stanowiska, najchętniej o piaszczystym lub kamienistym podłożu, ale z obecnością roślinności. Tryb życia ma skryty. Bytuje głównie w ściółce lub wśród zwartej roślinności zielnej, za dnia rzadko wybiegając na odkrytą glebę. Jest bardzo ruchliwym drapieżnikiem, wyspecjalizowanym w polowaniu na larwy i osobniki dorosłe innych, mniejszych pluskwiaków różnoskrzydłych, zwłaszcza z rodzin brudźcowatych i tarczówkowatych.
Postacie dorosłe obecne są przez cały rok. Zimują w ściółce lub wśród mchów, a szczyt ich pojawu ma miejsce wiosną. Po przebudzeniu, zwykle w kwietniu, przystępują do rozrodu. Stadia larwalne obserwuje się od maja, a czasem już od końca kwietnia. Przechodzą przez pięć wylinek. Dorosłość osiągają w lipcu lub sierpniu.

## Rozprzestrzenienie i zagrożenie
Gatunek zachodniopalearktyczny należący do pontyjsko-śródziemnomorskiego elementu faunistycznego. W Europie znany jest z Francji, Niemiec, Szwajcarii, Austrii, Włoch, Polski, Czech, Słowacji, Węgier, Białorusi, Ukrainy, Mołdawii, Rumunii, Bułgarii, Bośni i Hercegowiny, Serbii,Macedonii Północnej, Grecji oraz europejskiej części Rosji; niepewne są doniesienia z Albanii i europejskiej części Turcji. W Azji podawany jest z Gruzji, Azerbejdżanu, anatolijskiej części Turcji, Syrii i Izraela.
W Polsce rozmieszczony jest w całym kraju oprócz wyższych położeń górskich i części północnej, ale nie należy do owadów pospolitych, choć w XXI wieku znajduje się w ekspansji. Na „Czerwonej liście gatunków zagrożonych Republiki Czeskiej” umieszczony jest jako gatunek narażony na wymarcie (VU). 